# Рамона и Бийзъс
„Рамона и Бийзъс“ е американска филмова комедия от 2010 година по книгите на Бевърли Клиърли, които разказват за сестрите Куимбли – Рамона и Бийзъс. Развинтеното въображение на Рамона и неизчерпаемата ѝ енергия за приключения и лудории ще бъде поставена на изпитание. Филмът е с участието на звездата на Уолт Дисни Селена Гомез.

## Сюжет
Внимание:  Текстът по-долу разкрива сюжета на произведението (или части от него)!
Гомез, която е известна с ролята си на Алекс Русо от продукцията на Дисни „Магьосниците от Уейвърли Плейс“, играе ролята на Беатрис „Бийзъс“ Куимбли, преуспялата по-голяма сестра на енергичната Рамона (изиграна от Джои Кинг), която е с богато въображение и склонна да се забърква в инциденти. По време на семейна криза, заради съкращаването на баща и, Рамона се опитва да оправи семейното положение, което често води до неприятности, но Беатрис се влюбва.